# Morellia calyptrata
Morellia calyptrata är en tvåvingeart som beskrevs av Stein 1913. Morellia calyptrata ingår i släktet Morellia och familjen husflugor. Inga underarter finns listade i Catalogue of Life.